# Чемберекенд

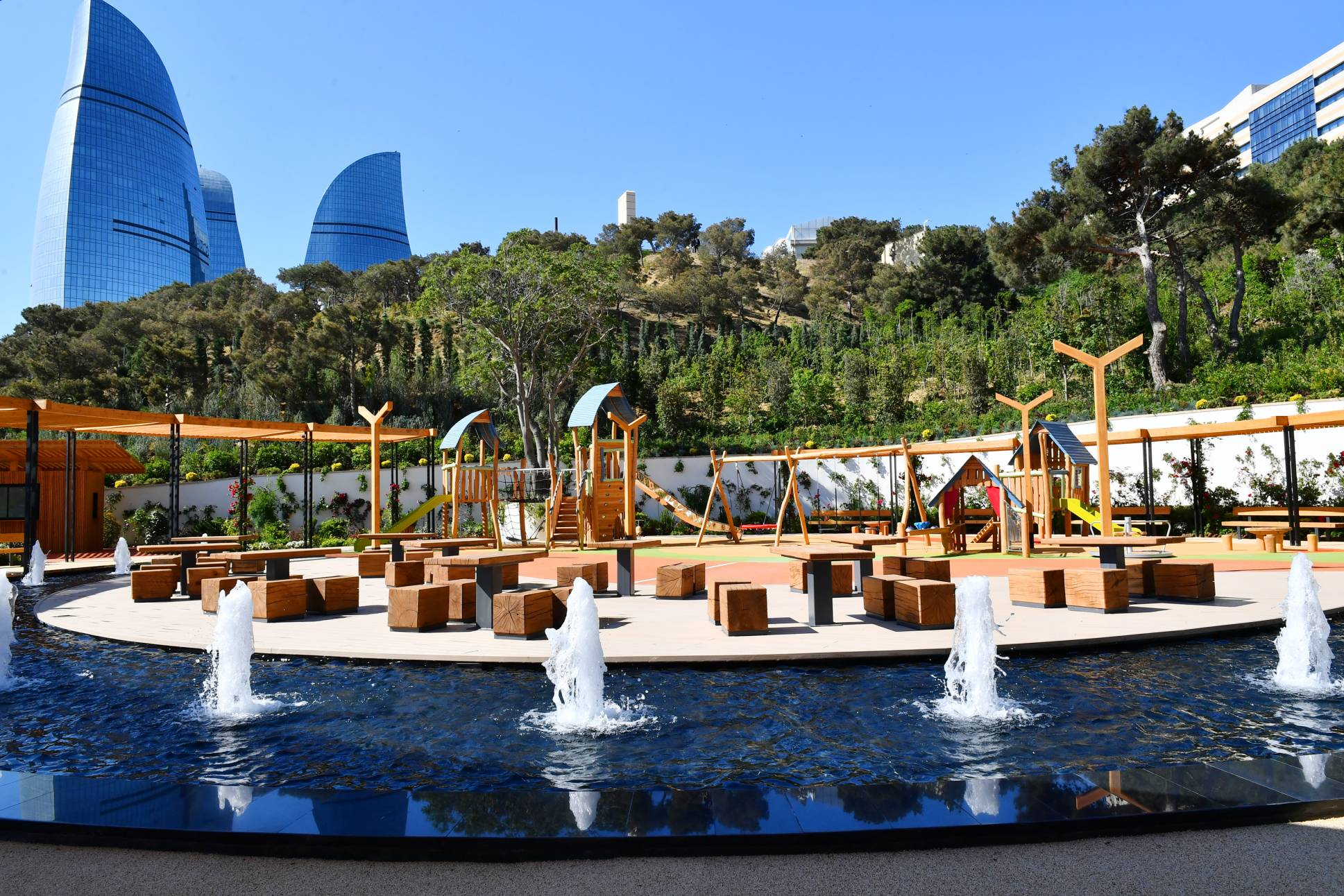
Парк «Чемберекенд» на территории бывшего селения, 2022 г.

Чемберекенд (азерб. Çəmbərəkənd) — бывшее село, являвшееся южным предместьем старого Баку, которое впоследствии слилось с ним и оказалось в черте города. Располагалось на возвышенности, круто поднимающейся в юго-западном направлении от города. Село было преимущественно населено азербайджанцами. До 1930-х годов к востоку от Чемберекенда находилось одноимённое кладбище.
Название состоит из слов азерб. çəmbərə — дуга, окружность и азерб. kənd — село. Чемберекенд, который находился на возвышенности и вправду имел планировку в форме дуги или круга.